# LVII Puchar Gordona Bennetta (balonowy)
57 Puchar Gordona Bennetta – zawody balonów wolnych o Puchar Gordona Bennetta zorganizowane w Grand Nancy-Tomblaine we Francji. Start nastąpił 25 sierpnia 2013 roku.

## Uczestnicy
Wyniki zawodów.
| Zajęte miejsce | Balon                            | Załoga Pilot Pomocnik pilota       | Kraj              | Czas lotu [h] | Odległość [km] | Miejsce lądowania                |
| -------------- | -------------------------------- | ---------------------------------- | ----------------- | ------------- | -------------- | -------------------------------- |
| 1.             | F-PPGB Le Grain de Folie         | Vincent Leys Christophe Houver     | Francja           | 73:33         | 1402,43        | Lamas (POR)                      |
| 2.             | D-OWBI Columbus V                | Matthias Zenge Wilhelm Eimers      | Niemcy            | 60:12         | 1382,04        | Rabalde (POR)                    |
| 3.             | HB-QKF MM Technics               | Kurt Frieden Pascal Witpraechtiger | Szwajcaria        | 62:06         | 1186,44        | Castrocalban (ESP)               |
| 4.             | EC-LKU Diego                     | Anulfo Gonzales Angel Aguirre      | Hiszpania         | 28:49         | 688,45         | Bieuzy (FRA)                     |
| 5.             | F-PPSE Le petit prince           | Benoît Péterlé Herve Moine         | Francja           | 29:46         | 667,96         | Trefflean (FRA)                  |
| 6.             | D-OGYN The White Pill in the Sky | Heinz Otto Lausch Marion Lausch    | Niemcy            | 35:57         | 590,59         | Nantes (FRA)                     |
| 7.             | D-OTLI Russian Records Factory   | Nikolay Galkin Mikhail Bakanov     | Rosja             | 26:59         | 457,53         | Ampfing (GER)                    |
| 8.             | D-ORZL Nicaero Nautilo           | Gerald Stürzlinger Thomas Herndl   | Austria           | 26:15         | 369,27         | Chartres (FRA)                   |
| 9.             | D-OCFT Kandersteg                | Christopher Wood John Rose         | Wielka Brytania   | 23:07         | 241,98         | Mormant (FRA)                    |
| 10.            | HB-QPJ Zürich                    | Walter Gschwendtner Felix Gerber   | Szwajcaria        | 10:19         | 199,54         | Endingen (GER)                   |
| 11.            | F-PALL Marie Marvingt            | Benoit Pelard Laurent Lajoye       | Francja           | 13:36         | 139,75         | Le Chesne (FRA)                  |
| 12.            | D-OWML Warsteiner                | John Mike Wallace Kevin Brielmann  | Stany Zjednoczone | 9:31          | 132,47         | Lichtenau (GER)                  |
| 13.            | G-CGOZ Lady Britannia            | Paul Spellward Clive Bailey        | Wielka Brytania   | 14:06         | 121,00         | Beaufort-en Argonne (FRA)        |
| 14.            | I-OECM                           | Enzo Cisaro Giovanni Aimo          | Włochy            | 4:45          | 97,95          | Osthoffen (FRA)                  |
| 15.            | D-OMFE Ferdinand Eimermacher     | Josef Höhl Georg Sellmaier         | Niemcy            | 12:29         | 84,93          | Airport LFQE (FRA)               |
| 16.            | HB-QHP Ajoie                     | Walter Mattenberger Max Krebs      | Szwajcaria        | 5:16          | 69,37          | Sarre-Union (FRA)                |
| 17.            | OH-OCO Pirat                     | Olli Luoma Markku Sipinen          | Finlandia         | 3:18          | 61,87          | Sarrebourg (FRA)                 |
| 18.            | N-707GH Delta Goodie             | Cheryl White Mark Sullivan         | Stany Zjednoczone | 9:03          | 55,37          | Na północny wschód od Metz (FRA) |